# Pyhäjoki (Fluss)
Der Pyhäjoki (wörtlich „heiliger Fluss“) ist ein 166 km langer Fluss in der finnischen Landschaft Nordösterbotten.
Er hat seinen Ursprung im See Pyhäjärvi, dessen Abfluss reguliert wird.
Er fließt in überwiegend nordnordwestlicher Richtung an Kärsämäki, Haapavesi und Oulainen vorbei durch ein dünnbesiedeltes Gebiet im Südwesten Nordösterbottens.
Nahe dem gleichnamigen Ort Pyhäjoki mündet der Fluss in den Bottnischen Meerbusen. Kurz vor Erreichen der Ostsee spaltet sich der Fluss in zwei Mündungsarme auf.
Das Einzugsgebiet des Pyhäjoki umfasst 3750 km², sein mittlerer Abfluss liegt bei 30 m³/s.